# Taiyō to Ciscomoon
Taiyō to Ciscomoon (太陽とシスコムーン, ou Taiyo, Taiyou ; parfois transcrit officiellement en Taiyo & Ciscomoon) est un groupe de musique japonais féminin de J-pop du Hello! Project actif en 1999 (et 2009), ainsi qu'en 2000 sous le nom T&C Bomber (T&Cボンバー).

## Histoire
Taiyō to Ciscomoon débute en avril 1999, après sélection par le producteur Tsunku de quatre candidates lors d'auditions tenues quelques mois auparavant dans le cadre de l'émission de télévision Asayan : l'ex-idole japonaise Atsuko Inaba (déjà membre précédemment du groupe Osaka Performance Doll), l'ex-gymnaste de haut niveau Miho Shinoda (qui participa aux jeux olympiques de Séoul en 1988), la jeune mère de famille Miwa Kominato (issue d'une lignée de chanteurs min'yō), et la Chinoise RuRu.
Parmi les premiers groupes du Hello! Project, celui-ci est remarqué pour son style de musique fortement inspiré des styles de musique afro-américaines. Ses chansons sont pour la plupart rythmées et inspirées du jazz et de la soul music combinés avec la J-pop, dans un ton beaucoup plus mature et « sexy » que celles des autres groupes du Hello! Project.
Le groupe est également unique parmi ceux du Hello! Project dans la façon dont il a été formé : Tsunku envoie chacune des membres pendant 3 semaines de février à mars 1999 dans quatre villes américaines différentes (célèbres pour leurs styles de musique uniques et où certains chanteurs américains ont travaillé), pour approfondir leur travail dans le chant et la danse avant de pouvoir enregistrer leurs chansons : Inaba a exercé ses activités à Atlanta (pour le gospel et la soul), Kominato à Detroit (connu pour la musique de Motown), Shinoda à Memphis (pour la southern blues music), et RuRu à Chicago (pour le rhythm and blues). 
Leur premier single Tsuki to Taiyō, qui sort en avril suivant, est classé 4e à l'Oricon et est donc un premier succès pour le groupe qui, à l'origine, ne devait sortir qu'un disque d'après son contrat avec le H!P. À la suite de cela, le quatuor sort un single par mois de juin à septembre 1999 qui atteignent les meilleurs places Oricon.
Après un album sorti en octobre 1999 et une absence de quelques mois de Kominato pendant lequel le groupe se produit en trio, il est renommé T&C Bomber début 2000, et sort encore un album sous ce nouveau nom avant de se séparer à la fin de l'année, après que ses membres ont participé aux groupes shuffle units de l'année : Akagumi 4, Kiiro 5, et Aoiro 7. Seule Atsuko Inaba demeure ensuite avec le H!P, bien que sans réelle activité, n'apparaissant que lors des spectacles en commun du H!P.

RuRu, naturalisée japonaise et renommée Ruru Honda, continue sa carrière en solo avec la maison de disques Avex, se focalisant sur le marché chinois. Kominato forme un groupe min'yo avec son frère, et Shinoda devient entraineur de gymnastique, commentant parfois des compétitions pour la télévision.
Le groupe se reforme provisoirement en 2009 pour son 10e anniversaire, ouvrant un blog commun, et entame une série de concerts, après l'organisation d'une pétition de fans pour convaincre son ancienne maison de disques d'organiser le projet.

## Membres
- Atsuko Inaba (稲葉貴子?)
- Miho Shinoda (信田美帆?)
- Miwa Kominato (小湊美和?)
- RuRu (本多ルル?)

## Discographie

### Albums
Taiyō to Ciscomoon
1. 27 octobre 1999 : Taiyo & Ciscomoon 1

T&C Bomber
1. 27 novembre 2000 : 2nd Stage

Compilation
1. 18 décembre 2008 : Taiyō to Ciscomoon / T&C Bomber Mega Best

### Singles
Taiyō to Ciscomoon
1. 12 avril 1999 : Tsuki to Taiyō
2. 23 juin 1999 : Gatamekira
3. 28 juillet 1999 : Uchū de La Ta Ta
4. 25 août 1999 : Everyday Everywhere
5. 29 septembre 1999 : Magic of Love
6. 8 décembre 1999 : Marui Taiyō -winter ver.-

T&C Bomber
1. 19 avril 2000 : Don't Stop Renaichū
2. 19 juillet 2000 : Hey! Mahiru no Shinkirō

### DVD
- 30 août 2000 :  Concert Tour 2000 Yo! Yo! Taiyo-La! Mūnsan no Dance Tengoku (...むうんさんのダンス天国) (live)
- 13 décembre 2000 : All Taiyō to Ciscomoon / T&C Bomber (オール太陽とシスコムーン・T&Cボンバー) (clips vidéo)

## Liens
- (ja) Discographie officielle sur Discogs